# 江明修
江明修（1959年3月22日—），中華民國（臺灣）公共行政學學者、無黨籍政治人物，生於苗栗縣公館鄉，畢業於美國南加大博士，現任中華專業認證學會理事長、臺灣社會影響力研究院理事長、第三部門基金會董事長、犀犀公益平台董事長、國立政治大學名譽教授兼公民社會暨地方治理中心主任，曾任國立政治大學社會科學學院特聘教授兼院長及校長遴選候選人、國立中央大學客家學院院長、苗栗縣縣長候選人、臺灣公行系所聯合會（TASPAA）會長、首任苗栗縣社區大學校長與國立政治大學地方政府研究中心召集人等職，曾多次投入政壇選舉，包含國立政治大學校長遴選、苗栗縣縣長選舉與立法委員選舉。
從政之餘，學術生涯中參與創辦苗栗縣社區大學與創立全國首個第三部門研究中心等單位，推動公民社會發展以及社區終身學習，最為人知的是「興隆安康·共好文山」USR計畫的創舉，以院長的身分成功推動全面性的社區改造；並曾任國立中央大學客家學院院長，致力於客家學發展與傳承客家文化。配偶為劉梅君教授，目前擔任政大勞工研究所所長。

## 生平
- 1999年，參與創立苗栗縣社區大學，為台灣第三所社區大學[8]。
- 2007年，獲丘昌泰邀請，接任國立中央大學客家學院院長，該學院為全球首創的客家學院[9]。任內規劃籌設客家書院，連結公部門與第三部門，與在地社區結合，傳承客家文化。[10]2009年起陸續推動成立桃園平鎮、龍潭、新屋以及泰國曼谷客家書院，著重客家文化資料庫的建立[11][12][13]。2011年推動客家「希望工程計畫」，推動青年投入客家語言、文化與客家產業的傳承。[14]
- 2014年4月，宣佈成立「苗栗政治改革辦公室」（苗栗希望辦公室），盼以超越黨派、公民參與的第三勢力，在2014年中華民國直轄市長及縣市長選舉中參選苗栗縣縣長，對抗徐耀昌、吳宜臻及康世儒等勁敵。[15]

| 1        | 徐耀昌   | 中國國民黨     | 147,547票 | 46.59%                        | 當選                          |
| 2        | 康世儒   | 無黨籍         | 60,356票  | 19.06%                        |                               |
| 3        | 江明修   | 無黨籍         | 14,978票  | 4.73%                         |                               |
| 4        | 陳淑芬   | 無黨籍         | 2,137票   | 0.67%                         |                               |
| 5        | 曾國良   | 無黨籍         | 1,807票   | 0.57%                         |                               |
| 6        | 吳宜臻   | 民主進步黨     | 89,838票  | 28.37%                        |                               |
| 選舉日期 | 選舉日期 | 2014年11月29日 | 選舉人數  | 446,182人                     | 446,182人                     |
| 投票率   | 投票率   | 72.80%         | 投票人數  | 有效：316,663人 無效：8,144人 | 有效：316,663人 無效：8,144人 |

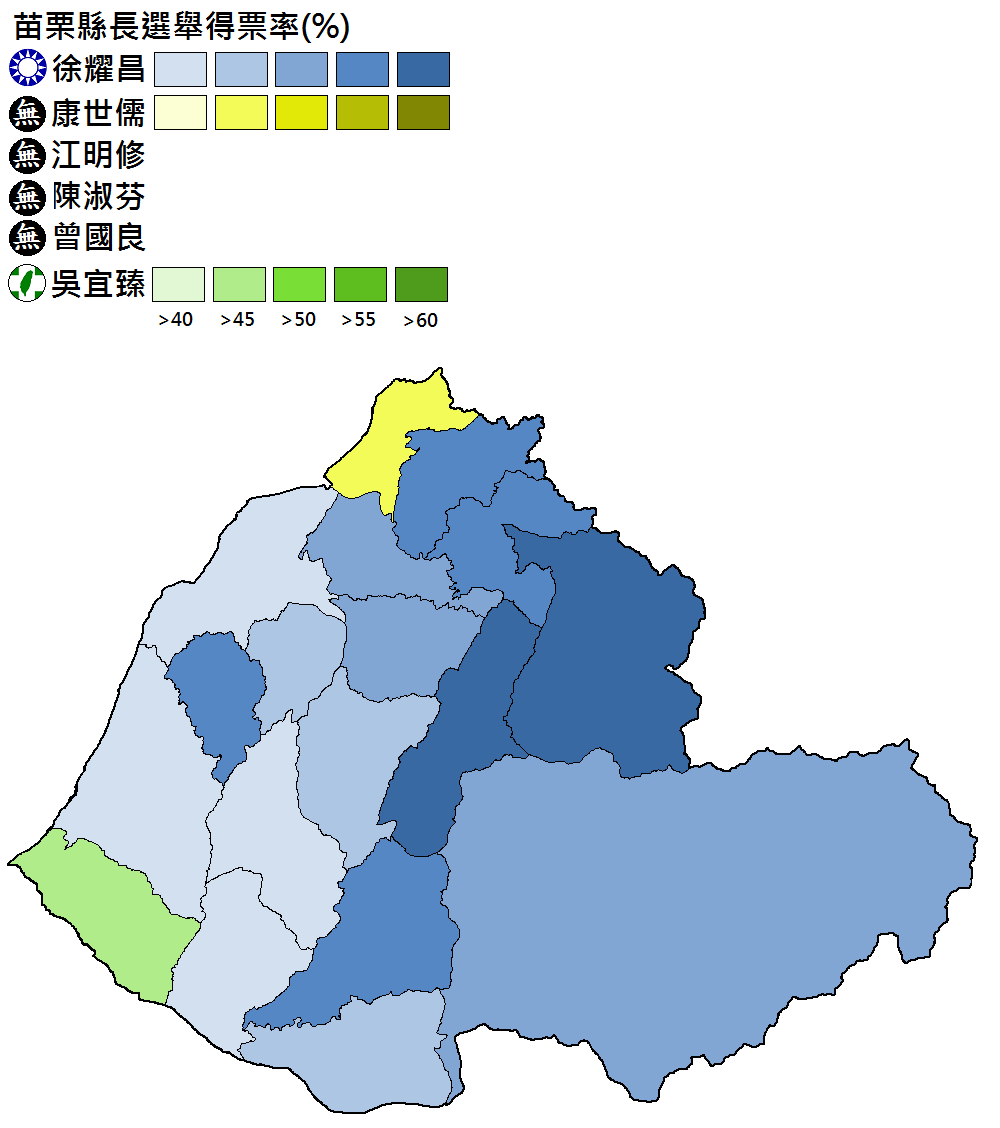
苗栗縣長選舉得票分布。

- 2015年8月，接任國立政治大學社會科學學院院長[16]。
- 2018年6月，參選國立政治大學校長遴選，最後獲得同意票219票、不同意票341票、無效票55票，落選校長。（該次選舉共659位行使同意權代表出席投票。同意票達領票數的40%（264票），該候選人即正式進入同意名單並停止開票；反之，一旦無效票加不同意票達領票數的60%（396票），該候選人則淘汰並停止開票。）
- 2018年8月，連任國立政治大學社會科學學院院長。
- 2019年8月，獲張善政邀請，重返政壇，並擔任韓國瑜國政顧問團顧問協助其參選2020年中華民國總統選舉，期間也與鄭麗君等人保持密切互動。
- 2021年8月，卸任國立政治大學社會科學學院院長，總任期6年，最主要3位副院長分別為：現任中華經濟研究院院長連賢明、考試院考試委員黃東益、國立政治大學國際長湯京平。
- 2022年4月，二度參選國立政治大學校長遴選，落選，但也同時陸續擔任中華專業認證學會理事長、臺灣社會影響力研究院理事長、第三部門基金會董事長、犀犀公益董事長等職，並持續推動USR事宜。
- 2023年10月，首度正式投入立法委員選舉，獲台灣民眾黨提名為全國不分區立法委員第8名[17][18][19]，但在11月正式登記前夕放棄參選。後續仍擔任立法委員張其祿競選總顧問[20]。